# Фаделл, Тони
Тони Фаделл (англ. Anthony M. Fadell; род. 22 марта 1969, Детройт, Мичиган) — американский топ-менеджер. Бывший старший директор департамента по разработке и выпуску плеера iPod от Apple.
В корпорации Apple Тони начал карьеру в отделе спецпроектов и дослужился до старшего вице-президента подразделения iPod.

## Вехи биографии
- Окончил университет штата Мичиган. С 1992 по 1995 год работал в компании Magic в качестве разработчика, возглавлял разработку операционной системы Magic Cap.
- 2001 — Тони присоединился к команде Apple.
- 2008 — после нескольких конфликтов с Стивом Джобсом и его приближённым из отдела программного обеспечения Скоттом Форстоллом Фаделл ушёл из Apple.
- 2010 — Тони основал с нуля собственную компанию по производству бытовой электроники — Nest.

## Любопытные факты
- Работая в Apple Тони познакомился там с Даниэль Ламбер (Danielle Lambert). При знакомстве она была одним из топ-менеджеров отдела кадров и со временем заняла в Apple высокий пост вице-президента по персоналу. Пара поженилась и почти 10 лет работала в Apple.[4]
- Когда Тони ушёл из Apple, то Стив Джобс держал его при себе советником около года. Фаделлу выдали годовую зарплату в размере 300 000 долларов и пакет акций на сумму свыше 8 миллионов, лишь бы он не работал на конкурентов.[4]